# Matthijs De Visch
Matthijs of Matthias De Visch (Reninge, 22 maart 1701 - Brugge, 25 april 1765) was een Vlaams kunstschilder.

## Levensloop
Matthijs of Matthias De Visch was de zoon van Matthijs De Visch en Catherine van den Bussche. Vader De Visch die ongeletterd was, was gedeeltelijk landbouwer en gedeeltelijk manusje-van-alles in dienst van de heerlijkheid Hofland.
Volgens zijn eerste biograaf, Pieter Ledoulx, kwam De Visch al vroeg naar Brugge om er tekenlessen te volgen bij kunstschilder Jozef van den Kerckhove (1667-1724). In de in 1717 opgerichte Vrije ende Exempte confrerie van de teeken- ende schilderconste won hij in 1721 de eerste prijs voor het tekenen naer figeure.
Om zich te volmaken trok hij eerst naar Parijs, vervolgens naar Italië en verbleef er enkele jaren, meer bepaald in Venetië, Parma en Piacenza. Zijn vriendschap aldaar met een lokale schoonheid heeft Ledoulx ertoe gebracht een indianenverhaal te vertellen (door de meeste biografen na hem overgenomen en aangedikt) als zou De Visch met de jonge dame getrouwd zijn en haar daar achtergelaten hebben toen ze weigerde met hem naar Brugge terug te keren. De vriendschap was er wellicht, het huwelijk alvast niet.
In 1732 was De Visch weer in Brugge en vestigde hij zich aan de Spiegelrei, waar hij een privé-academie oprichtte voor het geven van lessen in tekenen en schilderen. Begin 1737 trouwde hij met de negen jaar jongere, in Lo-Reninge wonende, Petronilla Iweins (Oostvleteren 6 juni 1710 - Brugge, 21 juli 1782). Ze kregen acht kinderen. De drie zoons die Matthijs overleefden, waren (amateur-)kunstschilder. Van de kinderen is geen nageslacht meer. Petronilla werd een actieve zakenvrouw en baatte een winkel in textielgoederen uit in de Kuipersstraat.

## Directeur van de Brugse Kunstacademie
In 1738 werd op initiatief van De Visch de kunstacademie, die rond 1728 was ingesluimerd, opnieuw in de Poortersloge georganiseerd en hij werd er 'professeur-principael' of directeur. Hij bleef deze functie uitoefenen tot aan zijn dood. Ondertussen voldeed hij aan heel wat opdrachten voor schilderijen, hoofdzakelijk portretten en themata met religieuze onderwerpen. 
In de nacht van 28 op 29 januari 1755 woedde een hevige brand in de Poortersloge. Het gebouw was niet overdreven erg beschadigd, maar alle aanwezige kunstwerken, met inbegrip van de verzameling eigen tekeningen en verzamelde prenten van De Visch gingen in de vlammen op. Nog hetzelfde jaar was het gebouw hersteld en kon de academie opnieuw zijn deuren openen. 
Veel van de leerlingen van De Visch hebben kleine of grote naam gemaakt in de kunst. We vernoemen: Antoon Suweyns, Dominiek Plasschaert, Willem Duhamel, Jacques De Rycke, Paul de Cock, Paul-Louis Cyfflé, Bernard Verschoot, Jozef Beke, Pieter Pepers, Pieter Ledoulx, Hubert de Cock, Norbert Heylbrouck jr, Jacob Dubois, Andries De Muynck, Jan Legillon, Eustachius Malfait jr, Jozef Malfait, Jan Billoo, Karel Van Poucke, Jozef Fernande, Joseph-Benoît Suvée, Willem Dumery sr. 
Als directeur werd De Visch opgevolgd door Jan Garemijn.

## Werken

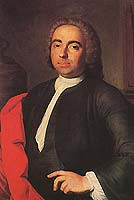
Portret van de klokkengieter Joris Dumery.

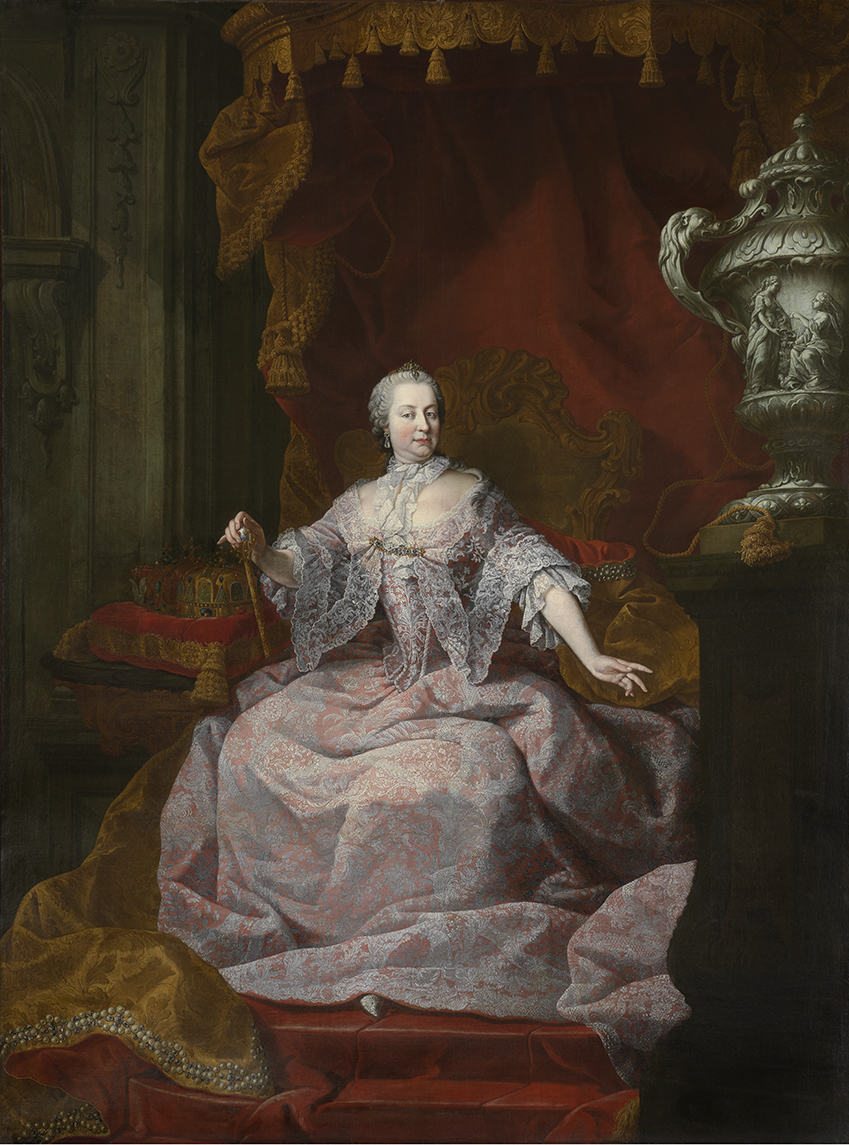
Portret van keizerin Maria-Theresia, 1749 (Groeningemuseum).

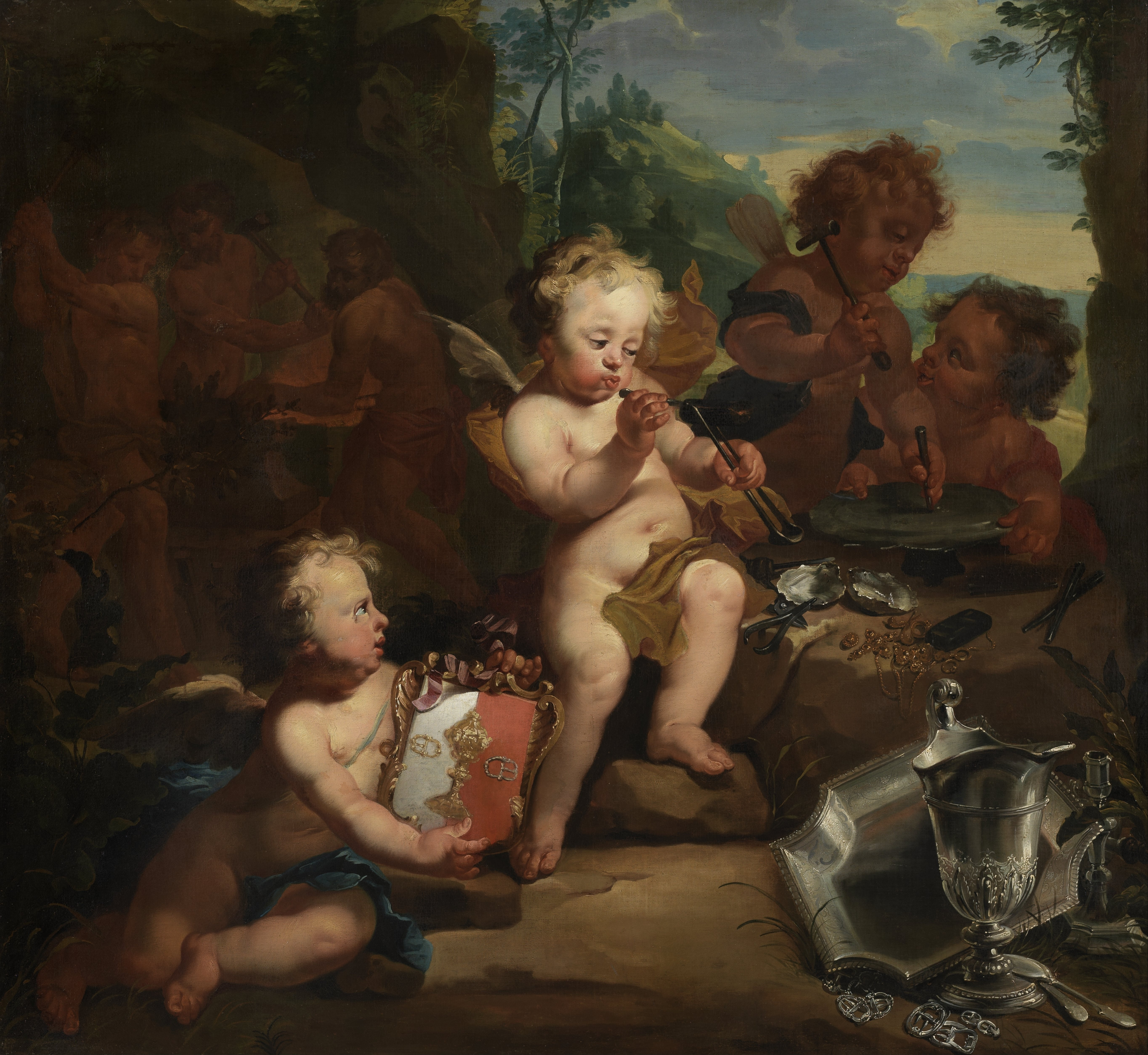
Allegorie van de edelsmeedkunst, 1758 (Groeningemuseum).

- Hagar en Ismaël door een engel getroost (1732) - Sint-Jakobskerk, Brugge
- Portret van Karel Legillon (1733) - Oud Sint-Janshospitaal, voogdenkamer
- Aanbidding van de herders (1734) - Sint-Jakobskerk, Brugge
- Het kapittel van de abdij van Lo (1734) - Sint-Pieterskerk, Lo
- Jezus en de samaritaanse vrouw (1736) - Sint-Maartenskerk, Ieper
- Frederic Antoon de Villegas (1740) - Museum van de Potterie, voogdenkamer, Brugge
- Portret van François Cassina, abt van Ename (1740) - Provinciaal Museum Ename, Oudenaarde-Ename
- Portret van een man (1740) - privécollectie Roeselare
- Portret van François-Cornil Bart (1740) - Musée des Beaux-Arts, Duinkerken
- Zelfportret (1740?) - Stedelijke Musea, Brugge
- Portret van Willem Suweyns (1740) - Stedelijke musea, Brugge
- Portret van bisschop Hendrik van Susteren (1740) - Stedelijke Musea, Brugge
- H. Jozef met Kindje Jezus (1742) - Klooster Ongeschoeide Karmelieten in Brugge
- Portret van Jan-Frans de Grass (1743) - Museum van de Potterie, voogdenkamer
- Portret van Frans De Vooght (1744) - Oud Sint-Janshospitaal, voogdenkamer
- Portret van Jacques-Rodoplhe van Zuylen de Nyevelt (1744) - Oud Sint-Janshospitaal, voogdenkamer
- De Offerande van Melchisedek (1746) - Kerk Ongeschoeide Karmelieten in Brugge
- De gevangenis van Brugge (1746) - Stedelijke Musea, Brugge
- De Offerande van Elia (1747) - Kerk Ongeschoeide Karmelieten in Brugge
- De kroning van zuster Isabelle-Victoria Benezet in Sint-Anna-ter-Woestijne (1748) - Verzameling OCMW Brugge
- De kroning van zuster Isabelle-Victoria Benezet in Sint-Anna-ter-Woestijne (1748) - Kunstpatrimonium Katholieke Universiteit, Leuven
- De Aanbidding door de koningen (1749) - Klooster Ongeschoeide Karmelieten in Brugge
- Portret van bisschop Hendrik van Susteren (1749) - Stedelijke Musea, Brugge
- Portret van keizerin Maria Theresia (1749) - Stadhuis Brugge
- Portret van keizerin Maria Theresia (1749) - Stedelijke Musea, Brugge
- Portret van Jacob-Ferdinand d'Acquillo (1749) - Oud Sint-Janshospitaal, voogdenkamer
- Portret van Jan-Baptist Verhaghen (1751) - Sint-Sebastiaansgilde, Carmersstraat, Brugge
- Portret van Jacob Dullaert (1751) - OCMW Damme, voogdenkamer
- Portret van Jacob Soetaert (1751) - OCMW Damme, voogdenkamer
- Piëta met schenker pastoor Jan-Frans Van Eecke (1752) - Kerk van Lampernisse
- Portret van Pieter Anchemant (1752) - Oud Sint-Janshospitaal, voogdenkamer
- Portret van Pieter-Jan Moentack (1752) - privéverzameling Brugge
- Portret van Anna Vlaminck, echtgenote Moentack (1752) - privéverzameling Brugge
- Portret van keizerin Maria Theresia (1752) - Museum Brugse Vrije, Brugge
- Portret van Theresia Legrand (1754) - Klooster van de Potterie, Brugge
- De loterij van de Schuttersgilde van Sint Sebastiaan (1754) - Sint-Sebastiaansgilde, Carmersstraat, Brugge
- De Onbevlekte Ontvangenis (1755) - Oud Sint-Janshospitaal, klooster
- Genezing van de schoonmoeder van Petrus (1755) - Oud Sint-Janshospitaal, klooster
- Maaltijd in Emmaüs (1755) - Oud Sint-Janshospitaal, klooster
- Sint-Jan de Evangelist schrijft de Openbaring (1755) - Oud Sint-Janshospitaal, klooster
- Onze-Lieve-Vrouw schenkt de rozenkrans aan Sint Dominicus Guzman (1755) - Sint-Rictrudiskerk, Reninge
- Onze Lieve Vrouw, Jezus en Sint Janneke (1756) - Kerk Ongeschoeide Karmelieten in Brugge
- Portret van Ignace François d'Hooghe de la Gaugerie (1756) - Museum Merghelynck, Ieper
- Portret van Thérèse Anchemant (1756) - Museum Merghelynck, Ieper
- Portret van Jan-Baptist Coppieters (1758) - Museum van de Potterie, voogdenkamer, Brugge
- Allegorie van de edelsmeedkunst (1758) - Stedelijke Musea, Brugge
- Allegorische voorstelling van de edelsmeedkunst (1758) - Stedelijke Musea, Brugge
- Portret van Karel van Lotharingen (1758) - kasteel van Belœil.
- Portret van Ignace Pardo de Frémicourt (1759) - Oud Sint-Janshospitaal, voogdenkamer
- Devotieprent van Jozef van Huerne (1759) - Museum van de Potterie, Brugge
- Orpheus (1759) - privéverzameling
- H. Theresia van Avila (1760) - Klooster Ongeschoeide Karmelieten, Ieper
- H. Jan van het Kruis (1760 - Klooster Ongeschoeide Karmelieten, Ieper
- Portret van keizerin Maria Theresia (1761) - Stadhuis, Nieuwpoort
- Portret van pastoor De Mol van Hondschoote (1762) - Musée du Mont-de-Piété de Bergues, Sint-Winoksbergen
- Karel van Lotharingen als beschermer van de kunsten (1762) - Stedelijke Musea, Brugge
- Portret van Pieter Moentack (1764) - Sint-Sebastiaansgilde, Carmersstraat, Brugge
- Portret van een onbekende hospitaalzuster (datum niet bekend) - Zusters Sint-Janshospitaal Brugge
- Devotieprent van een onbekend meisje (datum niet bekend) - Museum van de Potterie, Brugge
- Allegorie van het Geloof (datum niet bekend) - Sint-Jakobskerk, Brugge
- Dood van Isaac (datum niet bekend) - Sint-Jakobskerk, Brugge
- Christus wast de voeten van Petrus (datum niet bekend) - Sint-Jakobskerk, Brugge